# Ecuación de Ernst
En matemáticas, la ecuación de Ernst es una ecuación diferencial parcial no lineal integrable, llamada así por el físico estadounidense Frederick J. Ernst.

## Ecuación
La ecuación dice:
{\displaystyle \Re [u](u_{rr}+u_{r}/r+u_{zz})=(u_{r})^{2}+(u_{z})^{2}.}
donde {\displaystyle \Re [u]} es la parte real de {\displaystyle u}

## Aplicaciones
La ecuación de Ernst se emplea para producir las soluciones exactas de las ecuaciones de Einstein en la teoría general de la relatividad.